# Sua Eccellenza si fermò a mangiare
Sua Eccellenza si fermò a mangiare è un film del 1961 diretto da Mario Mattoli; venne riedito nel 1967 col titolo Il dott. Tanzarella, medico personale del... fondatore dell'Impero. È l'ultimo film di Totò diretto da Mario Mattoli.

## Trama
Nell'Italia del ventennio fascista, durante un pranzo tenuto nella villa della contessa Bernabei a Castelletto (nella realtà Montefalco) per l'inaugurazione di un piccolo monumento in memoria di un campione sportivo locale, si trovano riuniti per l'occasione, oltre ai coniugi ospitanti, la figlia Silvia, il di lei marito Ernesto, l'amante di quest'ultimo, Lauretta, spacciata per moglie di un truffatore presentatosi come il dottor Tanzarella, medico del Duce, ma che in realtà si trova lì per ricattare Ernesto, del cui tradimento coniugale con Lauretta è stato testimone, ed un ministro del regime, chiamato spesso solamente con l'appellativo di "Eccellenza".
Ernesto è preoccupato dalla presenza di Lauretta: infatti, ancor più che dalla possibile divulgazione della sua tresca con la giovane, teme che si possa sapere in giro di una défaillance sessuale durante l'ultimo rapporto intrattenuto con costei dal ministro (l'eccellenza) durante un viaggio in treno in vagone letto. Il falso dottor Tanzarella, deciso ad andarsene dopo aver notato la presenza del commissario, si ferma a pranzo quando scopre che verrà usato, in onore di sua Eccellenza, un servizio di posate d'oro cesellate da Benvenuto Cellini. Il furto delle posate riesce, grazie ad uno stratagemma: il truffatore alla presenza di tutti, provvidenzialmente, riceve una telefonata del suo complice facendo credere che sia di Mussolini e nell'occasione di ricevere da lui l'incarico di prelevare le preziosissime posate per destinarle ad una mostra.

## Produzione
Sin da prima della sua uscita nelle sale cinematografiche il film venne seguito attentamente dalla censura, sia per il periodo storico trattato (la vicenda è ambientata nel ventennio fascista) sia per i temi "caldi" trattati: l'infedeltà coniugale, la défaillance amorosa, il furto, i segreti e gli scandali di un ministro (anche se del ventennio, sempre di un alto funzionario di stato si parlava), l'arrivismo dell'italiano medio, la mediocrità d'animo dell'alta borghesia. Il film doveva originariamente chiamarsi E il ministro si fermò a mangiare ma il titolo venne bocciato per i riferimenti alla politica odierna.
A lungo si è anche parlato del pessimo rapporto tra Totò e Mattoli: per una sua naturale rudezza, il regista era solito rivolgersi agli attori chiamandoli "coso". In quell'occasione gli venne di riferirsi in tal modo anche a Totò, che se ne risentì profondamente: il Principe rimproverò Mattoli davanti al cast e alla troupe, e la loro collaborazione terminò con quella pellicola.
Sin dalle prime scene appare evidente la figura dominante di Totò nell'intero film, anche se in realtà il protagonista è Ernesto, interpretato da Ugo Tognazzi, la cui vicenda personale è l'elemento scatenante di tutta la pochade. Curioso è il fatto che il ruolo di Totò sia accreditato come una semplice "partecipazione", mentre in realtà ricopre un ruolo importante nella vicenda. Il personaggio del dottor Tanzarella interpretato da Totò gode di una certa comicità in rapporto con la figura stessa dell'attore, richiamando abbastanza apertamente i tratti aristocratici del finto Marchese rintracciabili in Miseria e nobiltà o ancora alcune gag misurate come l'esempio del trapano in uso al dottore come in Totò, Vittorio e la dottoressa. Un personaggio quello del dottore nel film che si rende partecipe di un inganno che non ha creato e non ha voluto, ma che gli è piombato come un caso fortuito e che lui, nell'animo truffatore gentiluomo, sfrutta a dovere fino in fondo. La figura del dottor Tanzarella richiama quindi alcuni tratti tipici rintracciabili nel professor Paolino di L'uomo, la bestia e la virtù con lo stesso Totò e Orson Welles.